# Гранд-Странд
Гранд-Странд (англ. Grand Strand; также Лонг-Бей — англ. Long Bay) — прибрежная полоса длиной около ста километров, протянувшаяся от Литтл-Ривер в Южной Каролине до залива Винья-Бей.
На 2007-й год общее население Гранд-Странд составляло 216 тыс. человек. В год регион посещает около 14 миллионов человек. В регионе есть около 90 000 гостиничных номеров, 1800 ресторанов, 100 площадок для гольфа, множество аттракционов и увеселительных заведений. Пик туризма приходится на 4 июля, по традиции связанной с тем, что текстильные фабрики закрывались в этот день в связи с национальным праздником, и их работники отдыхали на пляжах.
Название Гранд-Странд предположительно было придумано колумнистом еженедельника The Myrtle Beach Sun Клодом Дуннаганом (англ. Claude Dunnagan) в 1949-м году.

## Населённые пункты в регионе Гранд-Странд

### Округ Хорри (Южная каролина)
- Миртл-Бич — население 22,759 (2006, город)
  - Каролина-Форест — население 5,009 (2000
  - Форестбрук — население 3,391 (2000
  - Сокастри — население 14,295 (2000
- Северный Миртл-Бич — население 10,974 (2000, city)
  - Черри-Грув-Бич
  - Крисцент-Бич
- Атлантик-Бич — население 351 (2000, город)
- Брайэрклифф-Эйкрз — население 470 (2000, город)
- Литл-Ривер — население 7,027 (2000)
- Конвей — население 11,788 (2000, city)
- Surfside Beach, South Carolina — население 4,425 (2000, город)
- Burgess, South Carolina — население 5,000 (2000)
- Garden City, South Carolina — население 9,357 (2000)

### Округ Джоржтаун (Южная Каролина)
- Мюррелс-Инлет — население 5,519 (2000)
- Поулейз-Айленд — население 1,380 (2000, город)
- Дебордье — ()
- Джорджтаун — население 8,950 (2000, city)
- Эндрюз — население 3,068 (2000, город)

### Округ Брюнсвик, Северная Каролина
- Калабаш — население 711 (2000, город)
- Оушен-Айл-Бич — население 426 (2000, город)
- Сансет-Бич — население 1,824 (2000, город)